# Tashir
Tashir (en armenio, Տաշիր) es una localidad de Armenia situada en el municipio homónimo, en la provincia de Lorri. 
Es el centro administrativo del municipio.

## Historia
En el siglo XX la población aumentó gradualmente. 
En la década de 1930 el pueblo recibió el nombre de Kalinovo en honor a M. I. Kalinin. En 1939 la población era de 4245 personas, en 1959, de 4766 personas. En 1961 le fue dado el estatus de asentamiento de tipo urbano. En 1970, la población era de 7 mil personas, había una quesería y una fábrica de utensilios de cocina esmaltados.
En 1983, recibió el estatus de ciudad. En enero de 1989 la población era de 10,5 mil personas. Aquí funcionaban varias empresas de la industria alimentaria, una fábrica de ropa y una fábrica de utensilios de cocina esmaltados.
Adoptó su topónimo actual en 1991, haciendo referencia a la antigua región de Tashir del reino de Armenia.
Tiene una población estimada, a inicios de 2018, de 11 489 habitantes.
Se ubica a medio camino entre Estepanavan y la frontera con Georgia sobre la carretera M3, en el punto donde esta carretera se cruza con la H31, que lleva al norte de Shirak.